# Chionaema pauliani
Chionaema pauliani är en fjärilsart som beskrevs av De Toulgoët 1954. Chionaema pauliani ingår i släktet Chionaema och familjen björnspinnare. Inga underarter finns listade i Catalogue of Life.